# NGC 5171
إن جي سي 5171 (بالألمانية: NGC 5171) التي يرمز لها بالرمز NGC 5171، هي مجرة، في كوكبة العذراء.

## الاكتشاف
اكتشفت في 5 مايو 1883.